# Charlotte Forten Grimké

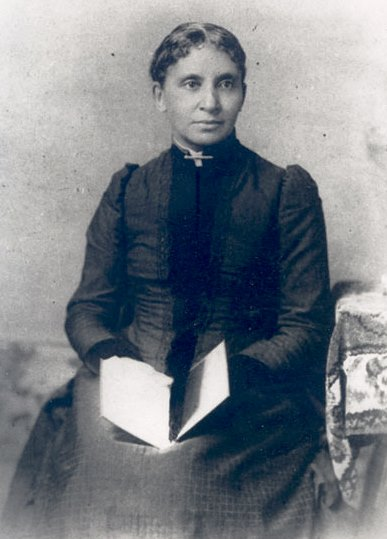
Charlotte Forten Grimké, ohne Datum

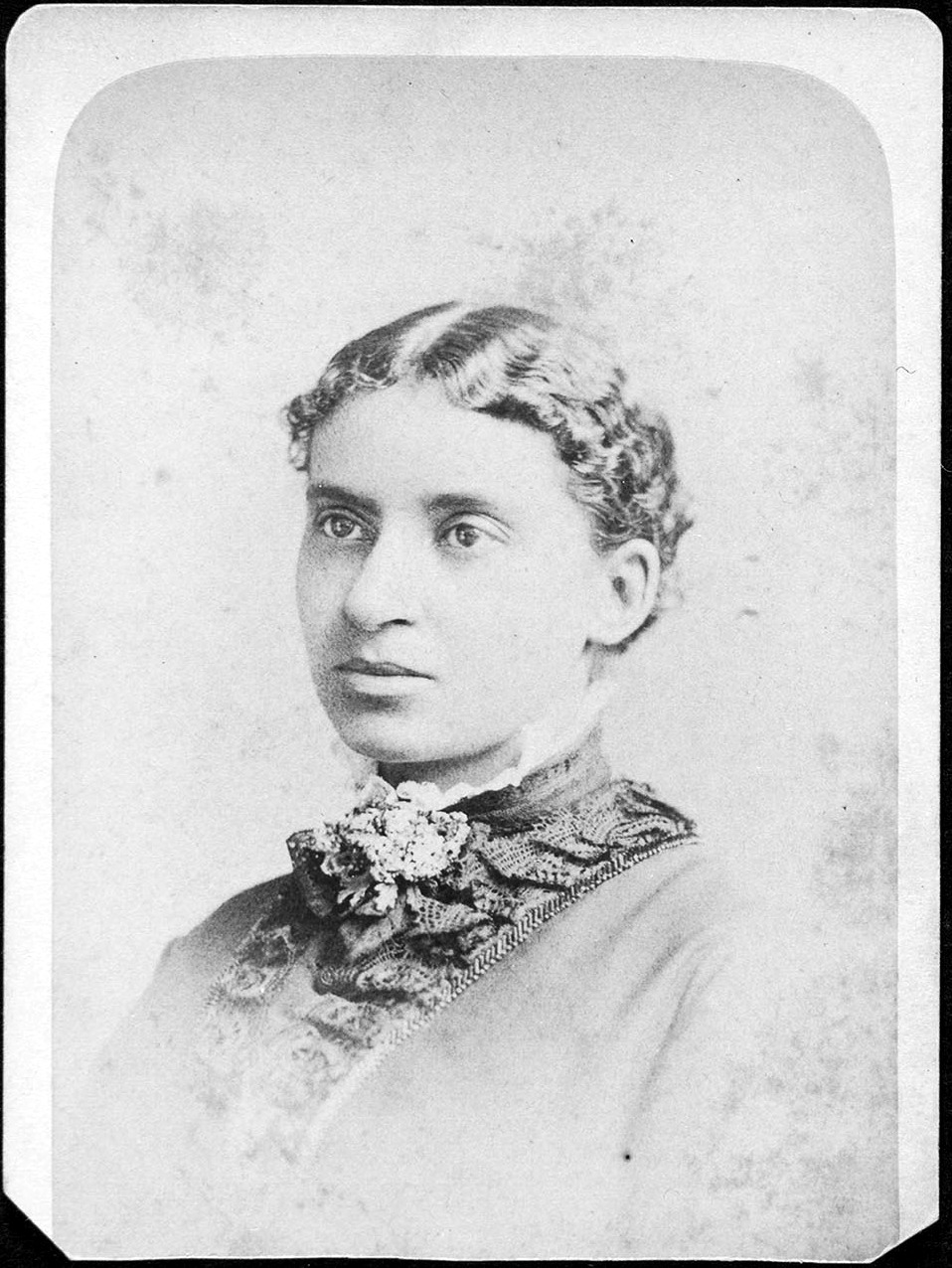
Charlotte Forten Grimké, 1870er Jahre

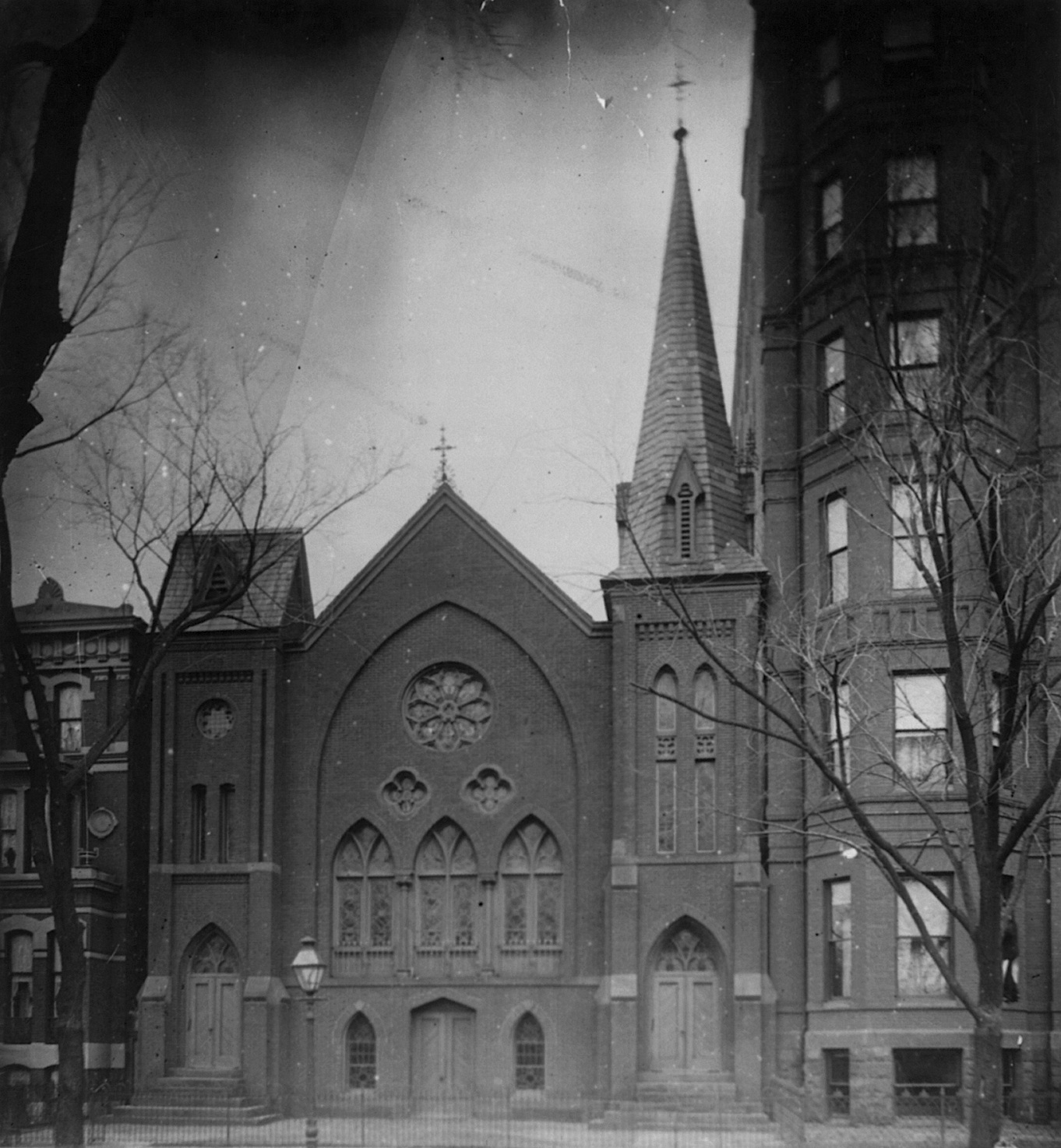
Forten Grimké unterstützte die Arbeit ihres Mannes in der Fifteenth Street Presbyterian Church in Washington, D.C., Aufnahme von 1899

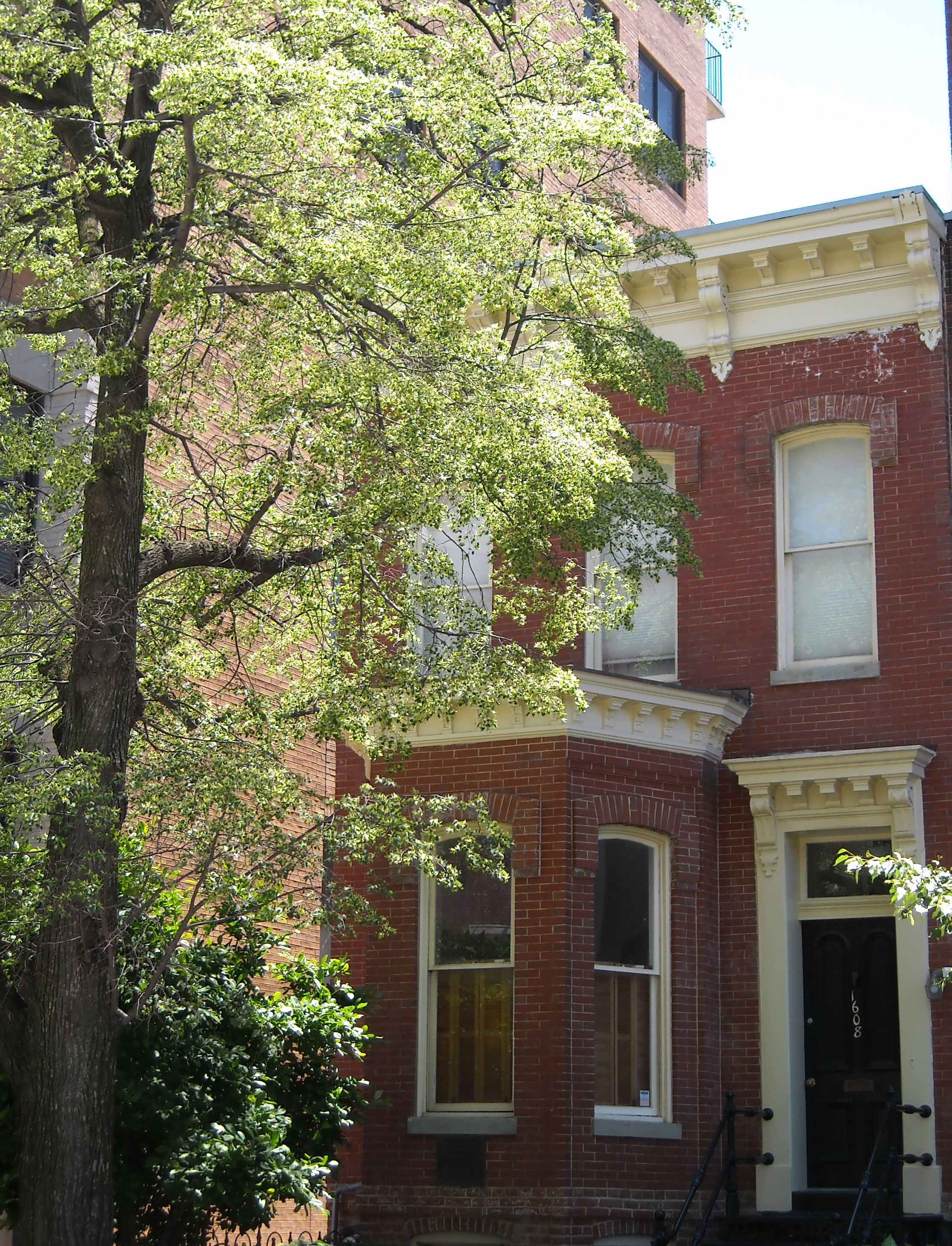
Charlotte Forten Grimke House in Washington, D.C.; das Haus ist im National Register of Historic Places gelistet, Aufnahme von 2008

Charlotte Louise Bridges Forten Grimké (* 17. August 1837 in Philadelphia, Pennsylvania; † 23. Juli 1914 in Washington, D.C.) war eine US-amerikanische afroamerikanische Abolitionistin, Dichterin und Pädagogin. Sie wuchs in einer prominenten Abolitionistenfamilie in Philadelphia auf. Sie unterrichtete jahrelang, auch während des Sezessionskriegs, die Freigelassenen in South Carolina. Später heiratete sie Francis James Grimké, einen presbyterianischen Pfarrer, der jahrzehntelang eine große Kirche in Washington, D.C. leitete. Er war ein Neffe der Schwestern Sarah Moore und Angelina Emily Grimké und engagierte sich für die Bürgerrechte.
Ihre Tagebücher, die sie vor dem Ende des Bürgerkriegs schrieb, wurden im 20. Jahrhundert in zahlreichen Ausgaben veröffentlicht und sind als seltene Aufzeichnungen über das Leben einer freien schwarzen Frau im Norden der Vorkriegszeit von Bedeutung.

## Leben
Forten wurde als Tochter von Mary Virginia Wood (1815–1840) und Robert Bridges Forten (1813–1864) geboren. Ihr Vater Robert Forten und sein Schwager Robert Purvis waren Abolitionisten und Mitglieder des Philadelphia Vigilance Committee, eines Anti-Sklaverei-Netzwerks, das Menschen, die der Sklaverei entkommen waren, Hilfe leistete. Ihr Großvater väterlicherseits, der wohlhabende Segelmacher James Forten Sr., war bereits ein früher Abolitionist in Philadelphia.
Während die Fortens freie Schwarze aus dem Norden waren, war Fortens Mutter, Mary Virginia Wood, in die Sklaverei im Süden hineingeboren worden. Sie war die Tochter des wohlhabenden Pflanzers James Cathcart Johnston von der Hayes Plantation in Edenton, NC, und die Enkelin des Gouverneurs Samuel Johnston von North Carolina. Fortens Großmutter mütterlicherseits, Edith Wood (1795–1846), war die Sklavin von Captain James Wood, dem Besitzer des Eagle Inn and Tavern in Hertford, NC. Edith Wood und James Cathcart Johnston führten eine langjährige Beziehung und hatten neben Fortens Mutter drei weitere Töchter. Johnston ließ Edith Wood und ihre Kinder 1832 frei und siedelte sie 1833 nach Philadelphia um.
Nach der Heirat von Mary Virginia Wood mit Robert B. Forten im Jahr 1836 trat ihre Mutter Edith Wood in den Haushalt der Fortens ein und zahlte ihrem Schwiegersohn Unterhalt. Als Mary Virginia Wood 1840 an Tuberkulose starb, kümmerte sich Edith Wood um ihre Enkelin Charlotte und Charlottes junge Tante Annie Wood, die nur sechs Jahre älter war. Nach Edith Woods Tod im Jahr 1846 wurde Charlotte von verschiedenen Mitgliedern der Familie Forten-Purvis aufgezogen, während ihre Tante Annie ins Cassey House zog, wo sie von Amy Matilda Cassey adoptiert wurde.
1854 trat Forten in den Haushalt von Amy Matilda Cassey und ihrem zweiten Ehemann, Charles Lenox Remond, in Salem, MA, ein, wo sie die Higginson Grammar School, eine private Akademie für junge Frauen, besuchte. Sie war die einzige nicht-weiße Schülerin in einer Klasse mit 200 Schülerinnen. Die Schule bot Unterricht in Geschichte, Geografie, Zeichnen und Kartografie an, wobei besonderer Wert auf das kritische Denken gelegt wurde. Danach studierte Forten Literatur und Pädagogik an der Salem Normal School, die Lehrer ausbildete. Ihre erste Stelle als Lehrerin trat sie an der Eppes Grammar School in Salem an und war damit die erste Afroamerikanerin, die an einer öffentlichen Schule in Salem weiße Schüler unterrichtete.
Forten wurde Mitglied der Salem Female Anti-Slavery Society, wo sie an der Bildung von Netzwerken und der Beschaffung von Spenden beteiligt war. Sie erwies sich als einflussreiche Aktivistin und Führungspersönlichkeit in Sachen Bürgerrechte. Forten sprach gelegentlich vor öffentlichen Gruppen über abolitionistische Themen. Außerdem organisierte sie Vorträge von prominenten Rednern und Schriftstellern, darunter Ralph Waldo Emerson und Senator Charles Sumner. Forten war mit vielen anderen Anti-Sklaverei-Unterstützern bekannt, darunter William Lloyd Garrison, Herausgeber der Zeitschrift The Liberator, sowie die Redner und Aktivisten Wendell Phillips, Maria Weston Chapman und William Wells Brown.
1892 gründeten Forten, Helen Appo Cook, Ida B. Wells, Anna J. Cooper, Mary Jane Patterson, Mary Church Terrell und Evelyn Shaw die Colored Women’s League in Washington, D.C. Die Ziele der Vereinigung waren die Förderung der Einheit, des sozialen Fortschritts und der Interessen der afroamerikanischen Gemeinschaft. 1896 half Forten bei der Gründung der National Association of Colored Women’s Clubs. Forten blieb bis zu ihrem Tod in Aktivistenkreisen aktiv.
1856 war Forten aus finanziellen Gründen gezwungen, eine Stelle als Lehrerin an der Epes Grammar School in Salem anzunehmen. Sie wurde als Lehrerin gut aufgenommen, kehrte aber nach zwei Jahren wegen einer Tuberkuloseerkrankung nach Philadelphia zurück. Zu diesem Zeitpunkt begann Forten mit dem Schreiben von Gedichten, von denen viele aktivistische Themen aufgriffen. Ihre Gedichte wurden in den Zeitschriften The Liberator und Anglo African veröffentlicht.
Während des Sezessionskrieges war Forten die erste schwarze Lehrerin, die an der als Port Royal Experiment bekannten Mission auf den Sea Islands in South Carolina teilnahm. Sie unterrichtete an der Penn School (heute Penn Center) auf St. Helena Island, South Carolina. Die Schule wurde ursprünglich gegründet, um versklavte afroamerikanische Kinder zu unterrichten und schließlich auch afroamerikanische Kinder, die während des amerikanischen Bürgerkriegs befreit wurden. Die Unionstruppen teilten das Land auf und gaben den Familien der Freigelassenen Grundstücke, die sie selbständig bewirtschaften konnten. Forten arbeitete mit vielen Freigelassenen und ihren Kindern auf St. Helena Island. Sie beschrieb diese Zeit in ihren Essays mit dem Titel Life on the Sea Islands, die in den Ausgaben Mai und Juni 1864 im Atlantic Monthly veröffentlicht wurden. Forten schloss eine Freundschaft mit Robert Gould Shaw, dem Kommandeur des rein schwarzen 54th Massachusetts Infantry Regiment. Sie war dabei, als das  Regiment in der Nacht des 18. Juli 1863 Fort Wagner stürmte. Shaw wurde in der Schlacht getötet, und Forten meldete sich freiwillig als Krankenschwester für die überlebenden Mitglieder des Regiments.
Nach dem Krieg in den späten 1860er Jahren arbeitete sie für das US-Finanzministerium in Washington, DC, und rekrutierte Lehrer. Im Jahr 1872 unterrichtete Forten an der Paul Laurence Dunbar High School. Ein Jahr später wurde sie Sachbearbeiterin im Finanzministerium.
Im Dezember 1878 heiratete Forten den presbyterianischen Geistlichen Francis J. Grimké, Pastor der prominenten Fifteenth Street Presbyterian Church in Washington, D.C., einer bedeutenden afroamerikanischen Gemeinde. Er war ein gemischtrassiger Neffe der weißen Abolitionisten Sarah und Angelina Grimké aus South Carolina. Francis und sein Bruder Archibald Grimké waren die Söhne von Henry Grimké und Nancy Weston (einer farbigen Frau). Zum Zeitpunkt ihrer Heirat war Forten 41 Jahre alt und Grimké war 28. Am 1. Januar 1880 wurde eine Tochter, Theodora Cornelia Grimké, geboren, doch das Kind starb keine fünf Monate später.
Forten Grimké unterstützte ihren Mann in seinem Dienst und trug dazu bei, wichtige Netzwerke in der Gemeinde zu knüpfen, unter anderem in den Bereichen Wohltätigkeit und Bildung. Viele Kirchenmitglieder waren führende Persönlichkeiten in der afroamerikanischen Gemeinde der Hauptstadt. Sie organisierte eine Missionsfrauengruppe und konzentrierte sich auf Bemühungen zur Rassenerhebung. Als Archibald Grimké zum US-Konsul in der Dominikanischen Republik ernannt wurde (1894–1898), kümmerte sich das Ehepaar um seine Tochter Angelina Weld Grimké, die mit ihnen in der Hauptstadt lebte.
Charlotte Forten Grimké schrieb regelmäßig Tagebuch, bis sie nach ihrer Lehrtätigkeit in South Carolina in den Norden zurückkehrte. Nach ihrer Rückkehr wurden ihre Einträge seltener, obwohl sie über den Tod ihrer Tochter und ihr geschäftiges Leben mit ihrem Mann schrieb. Ihre Tagebücher sind ein seltenes Beispiel für Dokumente, die das Leben einer freien schwarzen Frau im Norden der Vorkriegszeit beschreiben.
Einer ihren Einträge enthält eine der frühesten schriftlichen Charakterisierungen der Natur des Blues: In ihrem Tagebucheintrag vom 14. Dezember 1862 bezeichnete Forten ihren traurigen oder depressiven Gemütszustand als „Blues“. Sie unterrichtete zu dieser Zeit in South Carolina und schrieb, dass sie von einem Gottesdienst „mit dem Blues“ nach Hause kam, weil sie sich „sehr einsam fühlte und sich selbst bemitleidete“. Sie überwand ihre Traurigkeit bald und notierte später bestimmte Lieder, darunter eines mit dem Titel Poor Rosy, die unter den Sklaven beliebt waren. Forten gab zu, dass sie die Art des Gesangs nicht beschreiben konnte, aber sie schrieb, dass die Lieder „nicht ohne ein volles Herz und einen aufgewühlten Geist gesungen werden können“.